# ديفيد بف (سياسي)
ديفيد بف (بالإنجليزية: David Pugh)‏ هو محامي وسياسي بريطاني (وحمل سابقاً جنسية المملكة المتحدة لبريطانيا العظمى وأيرلندا)، ولد في 1806 في المملكة المتحدة، وتوفي في 12 يوليو 1890 في لندن في المملكة المتحدة. حزبياً، نشط في الحزب الليبرالي.

## مناصب
- في الانتخابات الفرعية في مجلس العموم البريطاني [الإنجليزية]‏، انتخب عضو برلمان المملكة المتحدة الـ17 عن دائرة Carmarthenshire (UK Parliament constituency) [الإنجليزية]‏ (12 يونيو 1857 – 23 أبريل 1859).
- في الانتخابات العامة في المملكة المتحدة 1859 [الإنجليزية]‏، انتخب عضو برلمان المملكة المتحدة الـ18 عن دائرة Carmarthenshire (UK Parliament constituency) [الإنجليزية]‏ (28 أبريل 1859 – 6 يوليو 1865).
- في الانتخابات العامة في المملكة المتحدة 1865 [الإنجليزية]‏، انتخب عضو برلمان المملكة المتحدة الـ19 عن دائرة Carmarthenshire (UK Parliament constituency) [الإنجليزية]‏ (11 يوليو 1865 – 11 نوفمبر 1868).
- في الانتخابات العمومية البريطانية 1885 [الإنجليزية]‏، انتخب عضو برلمان المملكة المتحدة الـ23 عن دائرة East Carmarthenshire (UK Parliament constituency) [الإنجليزية]‏ (5 ديسمبر 1885 – 26 يونيو 1886).
- في الانتخابات العمومية البريطانية 1886 [الإنجليزية]‏، انتخب عضو برلمان المملكة المتحدة الـ24 عن دائرة East Carmarthenshire (UK Parliament constituency) [الإنجليزية]‏ (1 يوليو 1886 – 12 يوليو 1890).